# Tere aardslak
De tere aardslak (Malacolimax tenellus) is een slakkensoort uit de familie van de Limacidae. De wetenschappelijke naam van de soort werd in 1774 voor het eerst geldig gepubliceerd door Otto Friedrich Müller als Limax tenellus. De soort is inheems in Europa, met uitzondering van het Middellandse Zeegebied, maar in zeer verspreide gevallen.

## Beschrijving
Als ze volgroeid en uitgerekt zijn, bereikt de tere aardslak een lichaamslengte van ongeveer 25 tot 40 mm. De huid is gelatineachtig en doorschijnend, waardoor de contouren van sommige inwendige organen van de slak zichtbaar zijn. De kleur van het lichaam varieert van witachtig, lichtgeel, citroengeel, groengeel, bruingeel tot oranje. De kop is meestal iets donkerder, de voelsprieten zijn bruin, donkerbruin tot bijna zwart. De zijkanten kunnen zeer vage, iets donkerdere lengtebanden dragen. Juveniele dieren zijn nog kleurloos of slechts lichtgeel. De volwassen kleur wordt pas na ongeveer zes maanden bereikt.
De stompe kiel is kort en beperkt tot het achterste uiteinde van het lichaam. De mantel neemt minder dan een derde van de lichaamslengte in beslag. De rimpels zijn klein en zwak. De voetzool is duidelijk in drieën verdeeld, maar monochromatisch geelachtig wit. Het lichaamsslijm is geelachtig tot oranje en stroperig, zo stroperig dat het dier er met een vinger aan blijft plakken In tegenstelling tot lichaamsslijm is de voetslijm kleurloos. De ademopening zit aan de rechterzijde, achter het midden van het rugschild. Het inwendige schildvormige schelpje wordt maximaal 3,5 bij 2 mm groot.

## Verspreiding en leefgebied
De tere aardslak is inheems in Noord-, Midden- en Oost-Europa. Het verspreidingsgebied strekt zich uit van Oost-Frankrijk tot Europees Rusland, Oekraïne en in het zuiden van het gebied tot Roemenië (Dobrudscha). De zuidelijke grens loopt van Roemenië door Kroatië, de zuidelijke Alpen naar de Pyreneeën. Het is afwezig in Ierland, Cornwall, Noordwest-Schotland en de eilanden in het noorden en westen, en Noord-Scandinavië. De afzettingen zijn echter zeer verspreid.
Hij leeft meestal in oude loof- en naaldbossen, zelden in oude, niet meer onderhouden parken op zeer schaduwrijke en vochtige plaatsen. Het lijkt ook de voorkeur te geven aan nogal zure gronden en wordt gevonden van de vlaktes tot de hoge bergen; in Zwitserland tot 2100 meter, maar meestal onder de 1700 meter.